# 김누리 (바둑 기사)
김누리(金-, 1994년 6월 26일 ~ )는 대한민국의 바둑 기사이다.

## 약력
바둑교실을 운영하는 아버지의 영향으로 바둑을 처음 접했다. 유창혁 바둑도장에서 김철중, 김동면 사범으로부터 바둑을 공부했고 2005년 전국체전 바둑대회 어린이부 금메달과 2007 명인배 중등부에서 우승을 차지했다. 2010년 125회 연구생 입단대회를 통해 입단하였고, 2013년 3월에 2단으로 승단했고. 2022년에 4단으로 승단했다.